# 临沧脚骨脆
临沧脚骨脆（学名：Casearia graveolens var. lintsangensis）为大风子科脚骨脆属下的一个变种。

## 扩展阅读
- 維基物種上的相關：临沧脚骨脆